# Методий Устичков
Методий Устичков е български църковен деец от Македония.

## Биография
Роден е със светското име Константин на 15 юни 1867 г. в Щип, тогава в Османската империя. Oще като дете постъпва в Ордена на августинците-успенци. На осемгодишна възраст се премества да живее в София. Предполага се, че е един от първите ученици на успенците, които се опитват да създадат училище там. През 1882 г. отец Викторин Галабер го изпраща да учи в семинарията на успенците в Одрин. От 1884 до 1889 г. Константин посещава семинарията в Кум-Капу (Цариград).
От 6 август 1890 г. той е послушник в Ливри-Гарган, департамента Сен Сен Дени, Франция, където приема името Методий. Там полага вечните си обети на 6 август 1892 г. След това е изпратен в Ерусалим да следва теология (1893 – 1895), а по-късно в мисията на успенците Кади Хаскьой в Цариград (1895 – 1896). В допълнение към майчиния си език, неговите години на обучение му дават познания по латински, френски, турски, гръцки и немски език.
Посветен е в свещенически сан от епископ Михаил Петков на 19 януари 1896 г. в Одрин. Устичков е активен функционер на ордена.
Първото му назначение е като преподавател в семинарията в Одрин от 1896 г. до 1903 г. Там той извършва преводи на български на религиозни творби. През 1903 г. е изпратен с отец Кристоф Порталие в Сливен да поставят основите на католическа енория в града. Сътрудничи на отец Герман Рейдон в неговата издателска дейност. От 1908 г. до 1912 г. отец Устичков е преподавател към мисията на успенците във Фанараки, близо до Цариград. След 1912 г. работи в мисията на успенците в Ямбол и става редактор на списанията „Поклонник“ и „Живота на Светците“. През 1919 г. той отново е назначен за свещеник в енорията в Сливен. През 1921 г. се премества във Варна, където се разболява и заминава на лечение в Грац, Австрия. През 1922 г. до 1927 г. преподава в Пловдивския колеж.
По-късно се премества в София и от януари 1927 до 1931 е частен секретар на архиепископ Анджело Ронкали. Устичков е голям родолюбец.
През зимата на 1932 г. той е изпратен за лечение в Лион, където умира на 25 август 1932 г.

## Творчество
Методий Устичков е автор на множество трудове по философски и религиозни проблеми, публикувани в „Поклонник“, „Животът на Светците“ и „Вяра и Наука“. Той е автор на книга, озаглавена „Религия“.
Той прави първия превод на „Подражанието на Христа“ от Тома Кемпийски. Първо българско издание е през 1928 г. от издателство „Италианско дело за Изток“.